# Μ

Mi en una letra capital del Etymologicum Magnum (1499).

Mi (según la RAE desde 2001) o my (en mayúscula Μ, en minúscula μ; llamada en griego antiguo μῦ mû /mŷː/, en griego moderno μι/μυ mi/my /mi/) es la duodécima letra del alfabeto griego.  Denominada mu, de manera extraordinaria, en el ámbito científico.[cita requerida] Su fonema corresponde al de la eme española.
En el sistema de numeración griega tiene un valor de 40 (Μʹ).
Tampoco debe confundirse con la nota musical mi. Así como tampoco el nombre mu con la onomatopeya del bramido de los bóvidos.

## Historia

### Variantes epigráficas
En las fuentes epigráficas arcaicas aparecen las siguientes variantes:

## Uso
La letra μ minúscula se emplea como símbolo en muchas disciplinas diferentes. Su forma mayúscula en cambio es raramente usada, pues es indistinguible de la letra M latina o la М cirílica. Dentro de sus usos se puede destacar:
- Unidades de medida
  - El prefijo micro, carácter micro o símbolo micro del SI, que representa una millonésima, o 10-6 parte de otra unidad. Unicode asigna para este uso un símbolo aparte, pero es usualmente indistinguible del asignado para la letra griega; sin embargo, es un carácter distinto. La representación en HTML del símbolo micro es &micro;.
  - El micrón, una antigua unidad correspondiente al micrómetro (μm).

- Física
  - En dinámica, el coeficiente de rozamiento
  - En electromagnetismo, la permeabilidad magnética
  - En mecánica de fluidos, la viscosidad dinámica.
  - En física de partículas, la partícula elemental muon.
  - La masa reducida en el problema de dos cuerpos.
  - En astrofísica, el parámetro gravitacional estándar de los objetos astronómicos.
  - En radiofísica, el coeficiente de atenuación lineal.

- Termodinámica
  - El potencial químico de un sistema.

- Matemáticas
  - En teoría de números, la función de Möbius
  - En probabilidad y estadística, la media o valor esperado de una distribución.
  - En teoría de la medida, una medición.

- Medicina
  - En virología, en el contexto de la pandemia de COVID-19, la Organización Mundial de la Salud (OMS) designó como una variante de vigilancia reforzada a Mu, una mutación del SARS-CoV-2, virus que produce la enfermedad del COVID-19, encontrado en enero de 2021 en Colombia.

Raras veces se usa para distinguir entre un objeto representado por la letra m de otro de la misma naturaleza.

## Unicode
- Griego y copto[6]

| Carácter      | Μ                       | Μ                       | μ                     | μ                     | µ          | µ          | Ⲙ                        | Ⲙ                        | ⲙ                      | ⲙ                      |
| ------------- | ----------------------- | ----------------------- | --------------------- | --------------------- | ---------- | ---------- | ------------------------ | ------------------------ | ---------------------- | ---------------------- |
| Unicode       | GREEK CAPITAL LETTER MU | GREEK CAPITAL LETTER MU | GREEK SMALL LETTER MU | GREEK SMALL LETTER MU | MICRO SIGN | MICRO SIGN | COPTIC CAPITAL LETTER MI | COPTIC CAPITAL LETTER MI | COPTIC SMALL LETTER MI | COPTIC SMALL LETTER MI |
| Codificación  | decimal                 | hex                     | decimal               | hex                   | decimal    | hex        | decimal                  | hex                      | decimal                | hex                    |
| Unicode       | 924                     | U+039C                  | 956                   | U+03BC                | 181        | U+00B5     | 11416                    | U+2C98                   | 11417                  | U+2C99                 |
| UTF-8         | 206 156                 | CE 9C                   | 206 188               | CE BC                 | 194 181    | C2 B5      | 226 178 152              | E2 B2 98                 | 226 178 153            | E2 B2 99               |
| Ref. numérica | &#924;                  | &#x39C;                 | &#956;                | &#x3BC;               | &#181;     | &#xB5;     | &#11416;                 | &#x2C98;                 | &#11417;               | &#x2C99;               |
| Ref. entidad  | &Mu;                    | &Mu;                    | &mu;                  | &mu;                  | &micro;    | &micro;    |                          |                          |                        |                        |

- Matemáticas

| Carácter      | 𝚳                            | 𝚳                            | 𝛍                          | 𝛍                          | 𝛭                              | 𝛭                              | 𝜇                            | 𝜇                            | 𝜧                                   | 𝜧                                   | 𝝁                                 | 𝝁                                 |
| ------------- | ---------------------------- | ---------------------------- | -------------------------- | -------------------------- | ------------------------------ | ------------------------------ | ---------------------------- | ---------------------------- | ----------------------------------- | ----------------------------------- | --------------------------------- | --------------------------------- |
| Unicode       | MATHEMATICAL BOLD CAPITAL MU | MATHEMATICAL BOLD CAPITAL MU | MATHEMATICAL BOLD SMALL MU | MATHEMATICAL BOLD SMALL MU | MATHEMATICAL ITALIC CAPITAL MU | MATHEMATICAL ITALIC CAPITAL MU | MATHEMATICAL ITALIC SMALL MU | MATHEMATICAL ITALIC SMALL MU | MATHEMATICAL BOLD ITALIC CAPITAL MU | MATHEMATICAL BOLD ITALIC CAPITAL MU | MATHEMATICAL BOLD ITALIC SMALL MU | MATHEMATICAL BOLD ITALIC SMALL MU |
| Codificación  | decimal                      | hex                          | decimal                    | hex                        | decimal                        | hex                            | decimal                      | hex                          | decimal                             | hex                                 | decimal                           | hex                               |
| Unicode       | 120499                       | U+1D6B3                      | 120525                     | U+1D6CD                    | 120557                         | U+1D6ED                        | 120583                       | U+1D707                      | 120615                              | U+1D727                             | 120641                            | U+1D741                           |
| UTF-8         | 240 157 154 179              | F0 9D 9A B3                  | 240 157 155 141            | F0 9D 9B 8D                | 240 157 155 173                | F0 9D 9B AD                    | 240 157 156 135              | F0 9D 9C 87                  | 240 157 156 167                     | F0 9D 9C A7                         | 240 157 157 129                   | F0 9D 9D 81                       |
| Ref. numérica | &#120499;                    | &#x1D6B3;                    | &#120525;                  | &#x1D6CD;                  | &#120557;                      | &#x1D6ED;                      | &#120583;                    | &#x1D707;                    | &#120615;                           | &#x1D727;                           | &#120641;                         | &#x1D741;                         |

| Carácter      | 𝝡                                       | 𝝡                                       | 𝝻                                     | 𝝻                                     | 𝞛                                              | 𝞛                                              | 𝞵                                            | 𝞵                                            |
| ------------- | --------------------------------------- | --------------------------------------- | ------------------------------------- | ------------------------------------- | ---------------------------------------------- | ---------------------------------------------- | -------------------------------------------- | -------------------------------------------- |
| Unicode       | MATHEMATICAL SANS-SERIF BOLD CAPITAL MU | MATHEMATICAL SANS-SERIF BOLD CAPITAL MU | MATHEMATICAL SANS-SERIF BOLD SMALL MU | MATHEMATICAL SANS-SERIF BOLD SMALL MU | MATHEMATICAL SANS-SERIF BOLD ITALIC CAPITAL MU | MATHEMATICAL SANS-SERIF BOLD ITALIC CAPITAL MU | MATHEMATICAL SANS-SERIF BOLD ITALIC SMALL MU | MATHEMATICAL SANS-SERIF BOLD ITALIC SMALL MU |
| Codificación  | decimal                                 | hex                                     | decimal                               | hex                                   | decimal                                        | hex                                            | decimal                                      | hex                                          |
| Unicode       | 120673                                  | U+1D761                                 | 120699                                | U+1D77B                               | 120731                                         | U+1D79B                                        | 120757                                       | U+1D7B5                                      |
| UTF-8         | 240 157 157 161                         | F0 9D 9D A1                             | 240 157 157 187                       | F0 9D 9D BB                           | 240 157 158 155                                | F0 9D 9E 9B                                    | 240 157 158 181                              | F0 9D 9E B5                                  |
| Ref. numérica | &#120673;                               | &#x1D761;                               | &#120699;                             | &#x1D77B;                             | &#120731;                                      | &#x1D79B;                                      | &#120757;                                    | &#x1D7B5;                                    |